# Рокаразо
Рокаразо (итал. Roccaraso) је насеље у Италији у округу Л'Аквила, региону Абруцо.
Према процени из 2011. у насељу је живело 1218 становника. Насеље се налази на надморској висини од 1248 м.

## Становништво
Према резултатима пописа становништва 2011. у општини је живело 1.636 становника.
| 1931. | 1936. | 1951. | 1961. | 1971. | 1981. | 1991. | 2001. | 2011. |
| ----- | ----- | ----- | ----- | ----- | ----- | ----- | ----- | ----- |
| 1.648 | 1.650 | 1.421 | 1.516 | 1.504 | 1.616 | 1.668 | 1.604 | 1.636 |